# Stanzach
Stanzach é um município da Áustria, situado no distrito de Reutte, no estado do Tirol. Tem 31,73 km² de área e sua população em 2019 foi estimada em 465 habitantes.